# Philippus Meesse Bosscher
Dr. Philippus Meesse (Flip) Bosscher (Heiloo, 17 juli 1936 - Den Helder, 13 september 2011) was maritiem historicus en onder meer directeur van het Marinemuseum. De historicus Doeko Bosscher (1949) is een jongere broer van hem.
Bosscher was kapitein-luitenant-ter zee speciale diensten b.d., Officier in de Orde van Oranje-Nassau, docent aan het Koninklijk Instituut voor de Marine, directeur van het Marinemuseum in Den Helder en lid van de Zeekrijgsraad. Van 1 augustus 1990 tot 1 november 1995 was Bosscher directeur van het Noordelijk Scheepvaartmuseum Groningen; bij zijn afscheid van het museum werd hem een bundel opstellen aangeboden.
Hij behaalde in 1954 het diploma gymnasium-α aan het RK Lyceum Petrus Canisius (thans Petrus Canisius College te Alkmaar).
Hij promoveerde in 1984 te Leiden op het werk De Koninklijke Marine in de Tweede Wereldoorlog, een uiteindelijk driedelige uitgave.